# یانیس کنستانتلیاس
یانیس کنستانتلیاس (یونانی: Γιάννης Κωνσταντέλιας؛ زادهٔ ۵ مارس ۲۰۰۳) بازیکن فوتبال اهل یونان است که در حال حاضر برای باشگاه فوتبال پائوک بازی می‌کند. 
وی همچنین در تیم‌های ملی فوتبال زیر ۲۱ سال یونان و یونان بازی کرده است.